# Olly, Olly, Oxen Free
Olly, Olly, Oxen Free (noto anche come The Great Balloon Adventure o anche come The Great Balloon Race) è un film del 1978 diretto da Richard Colla.
La pellicola, con protagonista Katharine Hepburn, è stata sceneggiata da Eugene Poinc ed è tratta da un racconto dello stesso regista e di Eugene Poinc e Maria L. de Ossio.

## Trama
Due bambini vorrebbero costruire una mongolfiera e da un robivecchi dove cercano i pezzi per poterla assemblare, conoscono un'anziana signora che decide di aiutarli; alla fine i due bambini riescono nell'impresa e prendono il volo insieme alla signora.